# Жданов, Пётр Сергеевич
Пётр Серге́евич Жда́нов (1903—1949) — советский энергетик, специалист в области электрических систем. Лауреат Сталинской премии (1947).

## Биография
Родился 6 (19 июня) 1903 года в Москве.
После окончания школы в 1919—1921 годах работал в Главсовхозе Наркомзема заведующим канцелярией.
Окончил МЭИ (1926), в 1933 году защитил в МЭИ имени В. М. Молотова дипломную работу по теме «передача электроэнергии».
В 1927—1942 годах работал во ВЭТИ: техник, инженер, старший научный сотрудник, профессор.
В 1941—1945 начальник сектора НИИ электропромышленности.
Одновременно с 1933 года преподавал в МЭИ имени В. М. Молотова, доцент кафедры электрических станций (1935), профессор (1941), в 1942—1949 годах заведовал кафедрой электрических сетей и систем. При его участии создавались проекты электропередачи Куйбышев — Москва (1938—39 и 1949).
Кандидат технических наук (1935, без защиты диссертации). Доктор технических наук (1940).
Занимался проблемой передачи электроэнергии на большие расстояния. Вместе с С. А. Лебедевым написал в 1933 году первую в мире монографию, посвященную устойчивости электрических систем.
Умер 30 декабря 1949 года в Москве. Похоронен на Даниловском кладбище.

## Награды и премии
- Сталинская премия третьей степени (1947) — за разработку моделей электрических систем, облегчающих проектирование и эксплуатацию мощных электростанций
- медали